# Интербригады (Другая Россия)

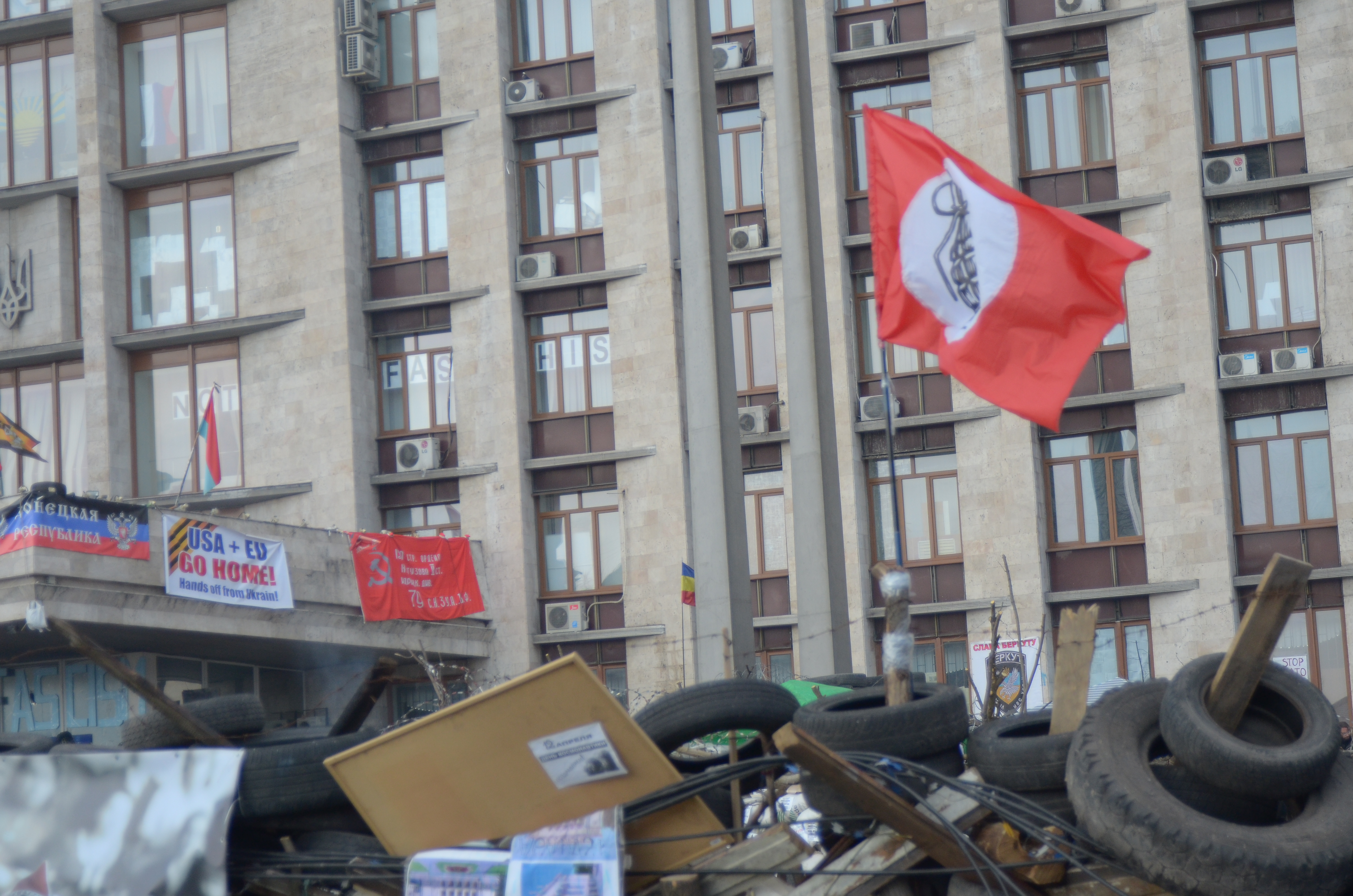
Партийный флаг «Другой России» около здания Донецкой ОГА. Апрель 2014 года

Добровольческое движение «Интербригады» — движение, организованное незарегистрированной российской национал-большевистской политической партией «Другая Россия» для участия в вооружённом конфликте на востоке Украины на стороне ДНР и ЛНР.
Движение «Интербригады», согласно утверждениям его участников, сформировалось в мае 2014 года. По утверждению бывшего члена «Другой России» Захара Прилепина, к январю 2015 года движение переправило в Донбасс свыше 2000 бойцов. Они, согласно данным опубликованным ресурсами сепаратистов, приняли участие в боях за Славянск и Краматорск, а также занимались охраной лидера «Другой России» Эдуарда Лимонова во время его визита на Луганщину. Также, согласно утверждениям активистов «Интербригад» и «Другой России», движение занимается доставкой гуманитарной помощи. В конфликте вокруг убийства Александра «Бэтмена» Беднова «Интербригады» встали на сторону руководства ЛНР и Игоря Плотницкого.
Одним из видных деятелей движения является латвийский национал-большевик Бенес Айо, прозванный «Чёрным Лениным».